# Gebhard von Knebel Doeberitz
Ludwig Gebhard Wilhelm Ferdinand von Knebel Doeberitz (* 7. Juli 1848 in Stettin, Pommern; † 4. Oktober 1921 auf Gut Rosenhöh bei Klebow, Landkreis Dramburg, Hinterpommern) war Gutsbesitzer und preußischer Politiker.

## Familie
Gebhard von Knebel Doeberitz entstammte einer fränkischen Familie, die am 3. Juli 1581 in Nürnberg einen hofpfalzgräflichen Wappenbrief erhielt. Sein Urgroßvater Georg Knebel, markgräflich brandenburg-ansbachischer Geheimrat, war am 4. Dezember 1756 in Berlin mit Wappenbestätigung in den preußischen Adelsstand erhoben worden und sein Großvater Ludwig von Knebel (1783–1840), Gutsbesitzer und Kreisdeputierter, hatte am 15. Oktober 1806 in Berlin die Erlaubnis zur preußischen Namen- und Wappenvereinigung mit Namensführung „von Knebel Doeberitz“ erhalten.
Gebhard von Knebel Doeberitz war der Sohn des königlich preußischen Geheimen Regierungsrats und Landrats Friedrich von Knebel Doeberitz (1815–1884), Gutsherr auf Klebow (Landkreis Dramburg), und dessen erster Ehefrau Elisabeth von Prittwitz und Gaffron (1826–1848). Seine Schulzeit verbrachte der spätere Neumärkische Ritterschaftsrat und Inhaber zahlreicher Ämter auf der Klosterschule in Rossleben.
Knebel heiratete am 4. August 1881 auf Gut Sorchow Elsbeth von Braunschweig (* 13. Oktober 1861 auf Gut Sorchow; † 2. Oktober 1932 auf Gut Rosenhöh), die Tochter des Gutsbesitzers Richard von Braunschweig, Gutsherr auf Sorchow, und der Jenny von Bandemer.
Er war ein Neffe des Landrats Georg von Knebel Doeberitz (1810–1880) und Cousin dessen Sohnes, des preußischen Majors Ludwig von Knebel Doeberitz (1844–1900).

## Leben
Knebel studierte an der Ruprecht-Karls-Universität Heidelberg. 1870 wurde er Mitglied des Corps Saxo-Borussia Heidelberg. Er königlich preußischer Rittmeister sowie Gutsherr auf Klebow und Rosenhöh. Er war Ritterschaftsrat, Mitglied des General-Synodalvorstands der altpreußischen Landeskirche, Rechtsritter des Johanniterordens und Mitglied des Preußischen Herrenhauses auf Lebenszeit.